# ExTe
ExTe Fabriks AB är tillverkare och leverantör av timmerbankar och automatiska spännare för transport av virke på väg och järnväg. Företaget levererar produkter till virkesåkare världen över med fokus på trafiksäkerhet, bra arbetsmiljö och effektiva transporter. 
ExTe Fabriks AB ingår i Extendokoncernen som även den ägs av Kjell Jonsson. 

## Historia
Företaget grundades 1898 och utvecklades därefter mot lastförankring.
År 1985 köptes företaget av Kjell Jonsson. 
Jonsson med ExTe utnämndes till Årets företagare i Ljusdals kommun samt Gävleborgs län 2007.
2014 fick Jonsson priset som "Årets entreprenör" i Lasse Svenders minne.

## Extendokoncernen
I Extendokoncernen ingår:
- ExTe Fabriks AB (timmerbankar och automatiska spännare för väg och järnväg)
- Midwaggon (lastförankring till järnväg samt underhåll och revisioner på vagnar och lok)
- Autonordic (manuella spännare och band samt surrningsfästen)
- Alucar (transportfordon)
- Trux (tillverkning och försäljning av ljusbågar)